# 샘말초등학교
샘말초등학교는 대한민국 경기도 용인시에 있는 공립 초등학교이다.

## 연혁
- 2017년 7월 12일: 흥일초로 설립인가(20학급)
- 2017년 8월 25일: '샘말초등학교'로 학교명 결정
- 2017년 9월 1일 : 개교 및 제1대 교장 박광만 취임
- 2018년 3월 2일 : 초등 33학급 유치원 3학급 편성
- 2018년 3월 20일: 초등 34학급 유치원 3학급 편성
- 2019년 3월 1일 : 제2대 교장 김애경 취임
- 2019년 3월 2일 : 초등 38학급, 유치원 3학급 편성
- 2020년 3월 2일 : 초등 40학급(특수 1학급 포함), 유치원 3학급 편성